# Charles Domery
Charles Domery (Benche, circa 1778 – dopo il 1800) è stato un militare polacco, noto per il suo pantagruelico appetito.
Fu attivo durante la guerra della Prima Coalizione nel corpo dell'esercito prussiano, dal quale disertò per passare nelle file dell'Armée révolutionnaire française in cambio di più razioni di cibo. Pur non avendo particolari problemi di salute, l'uomo era infatti costantemente affamato; per soddisfare la propria inestinguibile voracità, mangiò 174 gatti in un anno, dimostrandosi disposto addirittura a pasteggiare con l'erba nel caso di assenza di altri alimenti.

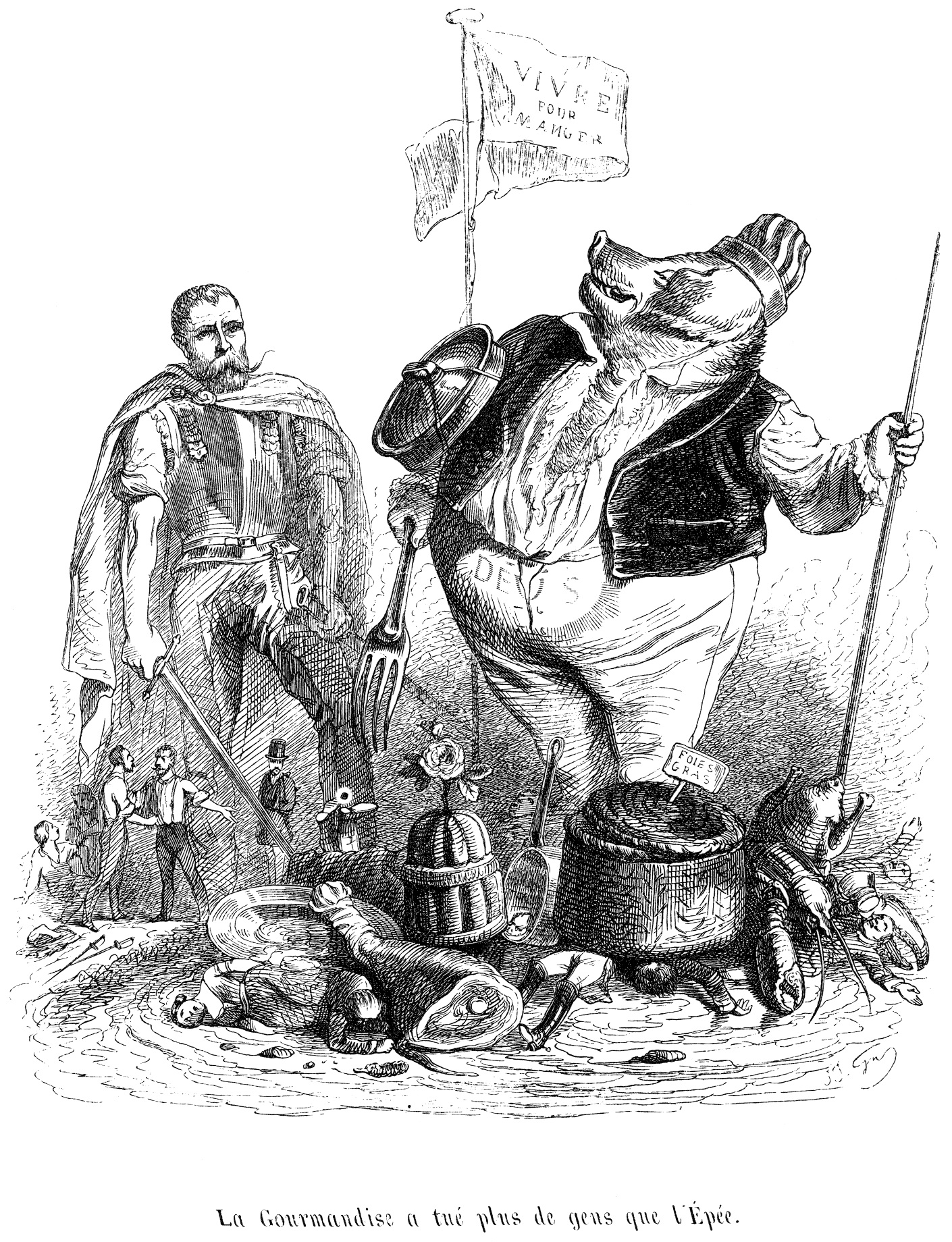
Grandville, Cent Proverbes, incisione ottocentesca.

Quando fu presa l'Hoche, la fregata dove Domery prestava servizio, l'uomo fu internato con l'intera ciurma in una cella a Liverpool, in Inghilterra: i carcerieri furono profondamente turbati dall'appetito di Charles, che non esitò a trangugiare gatti e pantegane pur di soddisfare la propria gola. L'episodio fu notato dal Sick and Hurt Commissioners (ente che si occupava dei servizi medici per la Royal Navy), che costrinse Domery ad ingurgitare le sostanze più varie; l'esperimento ebbe successo, tanto che il soldato polacco né vomitò né mostrò particolari disturbi gastrointestinali.

## Aspetto fisico e comportamento

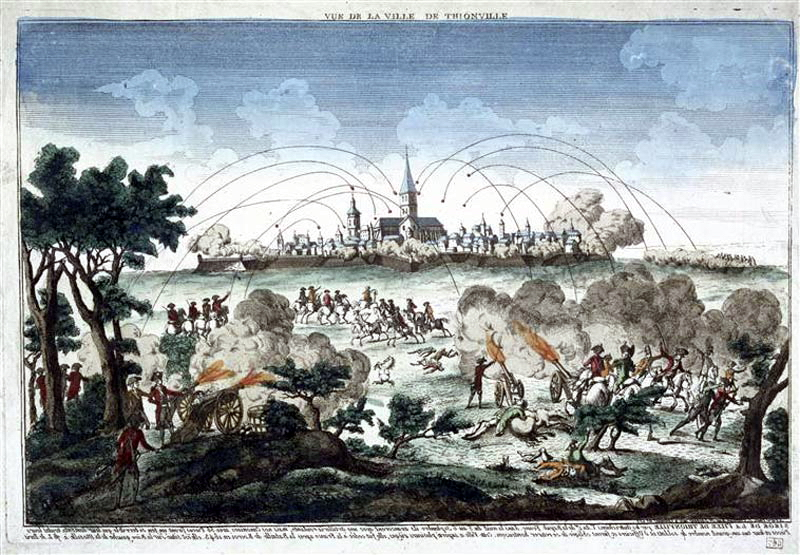
Cromolitografia raffigurante Thionville durante l'assedio del 5–6 settembre 1792, cui Domery prese parte.

Charles Domery (anche noto come Charles Domerz) nacque nella città di Benche, in Polonia, nel 1778 circa. Sin dall'età di 13 anni, Domery dimostrò di avere un insolito quanto eccessivo appetito. Il giovane Charles aveva otto fratelli, tutti vittime dello stesso disturbo; Domery ricondusse il problema al padre, dal quale si presume abbia ereditato l'abitudine di pasteggiare più che abbondantemente. La famiglia Domery non soffrì mai di alcuna malattia, fatta eccezione per una breve epidemia di vaiolo, dal quale sopravvissero tutti.
Nonostante la sua inusuale dieta, il ragazzo aveva una corporatura media, essendo anche piuttosto alto considerando l'età (1,91 m). Aveva capelli lunghi e bruni, occhi grigi ed una pelle molto liscia. I dottori hanno osservato che Domery non soffriva di alcuna malattia mentale e, pur essendo analfabeta, era dotato di un'intelligenza di medio livello. Inoltre, nonostante l'uomo mangiasse spropositate quantità di cibo, mai lo si vide vomitare. Il battito cardiaco era regolare (84 BPM circa), così come la sua temperatura corporea; analogamente, i suoi occhi erano vivaci e la sua lingua pulita.
Ciononostante, i dottori osservarono che, subito dopo che l'uomo andava a letto (in genere verso le 20:00), questo iniziava a sudare copiosamente. Dopo una o due ore di veglia, l'uomo si addormentava per poi svegliarsi verso le 1:00 del mattino, incredibilmente affamato, indipendentemente da quello che aveva mangiato prima di addormentarsi. Nell'ipotesi di assenza di cibo, l'uomo fumava del tabacco. Fatto ciò, si recava quindi nuovamente verso il letto, per poi addormentarsi fino alle 6:00. Una volta svegliatosi, la sudorazione sarebbe cessata, per poi avere di nuovo inizio appena Domery toccava un qualsiasi alimento.

## Servizio militare

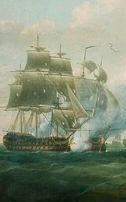
La Hoche, fregata sulla quale venne catturato Domery

All'età di 13 anni Domery entrò a far parte dell'esercito prussiano; venne subito designato per partecipare all'assedio della città di Thionville, nella guerra della Prima Coalizione. Le truppe prussiane erano tuttavia a corto di razioni, problematica che Charles denunciò apertamente, ritenendola intollerabile. Per tale motivo, una volta assediata la città l'ingordo crapulone si arrese alle milizie francesi, che lo ricompensarono con un melone, che Domery trangugiò immediatamente, buccia compresa. Sedotto dalla disponibilità di cibo, Domery dissertò dall'esercito prussiano alla volta dei girondini francesi, che condividevano con lui le cibarie più disparate.
I compagni dell'Armée révolutionnaire française furono subito scioccati dall'inestinguibile voracità dell'uomo, che dilapidava i propri averi per comprare nient'altro che viveri. La sua singolare dieta durante la sua permanenza a Parigi comprese anche 174 gatti, ingollati tutti in un solo anno, e numerosi chili di erba di prato se il vettovagliamento scarseggiava.
Domery preferiva la carne cruda a quella cotta, e pur prediligendo il fegato di toro (che trovava delizioso), apprezzava comunque la carne in generale. Durante il suo servizio sulla fregata francese Hoche, fu addirittura notato mentre mangiava la gamba mozzata di un suo compagno d'armi ferito da una palla di cannone (Domery fu poi gettato a mare da un membro della ciurma, inorridito dalla scena).

## Cattura
Nell'ottobre del 1798 la Hoche venne catturata vicino alle coste dell'Irlanda, da uno squadrone della Royal Navy capitanato da Sir John Borlase Warren; tutta la ciurma, Domery compreso, venne internata in una prigione vicino a Liverpool. I carcerieri furono scioccati nel constatare l'appetito di Domery, e concordarono nel raddoppiargli le razioni. Ciò tuttavia non fu sufficiente, e le sue vettovaglie furono aumentate in una tal misura da risultare dieci volte superiori a quelle degli altri prigionieri: si consideri che la dieta giornaliera di un internato normale era costituita da 760 g di pane, 230 g di verdure e 57 g di burro o 170 g di formaggio.
La bulimica voracità di Domery non diminuì, tanto che mangiò anche il gatto della prigione, almeno 20 ratti nella sua cella e tutte le candele del carcere. L'uomo, in un periodo dove - a causa dei vari conflitti - le malattie trasmesse via acqua dilagavano, si dimostrò disposto addirittura a ricorrere all'acqua potabile, non riscaldata e sterilizzata, pur di lavare la propria razione.

## Esperimenti

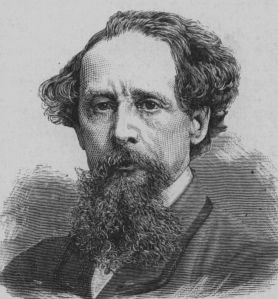
Fu Charles Dickens a garantire il ricordo di Domery nei posteri.

L'ingordigia di Domery gli valse l'attenzione del Sick and Hurt Commissioners, ente gerente dei servizi medici della Royal Navy responsabile anche della salute dei prigionieri di guerra. Il dottor J. Johnston, membro della commissione, e il dottor Cochrane, figura di spicco nel Royal College of Physicians di Edimburgo, decisero di fare un esperimento sull'uomo, per vedere fino a che punto si sarebbe inoltrata la sua sfrenata iperfagia: alle 4:00 del mattino Domery venne svegliato e costretto a cibarsi di 1,8 kg di mammella cruda di mucca, che fu ingurgitata senza esitazione alcuna; successivamente, alle 9:30, l'uomo gozzovigliò con 2,3 kg di manzo grezzo, venti candele, dal peso complessivo di 453 g, e una bottiglia di birra porter e alle 13:00 la dose di cibo venne rincarata con altre dosi di carne, candele e birra. Nel corso dell'esperimento, Domery non mostrò mai lo stimolo di defecare, urinare o vomitare, non registrando neanche variazioni nel battito cardiaco e nel colore della pelle; esso ebbe termine alle 6:15. Charles ne fu deliziato, tanto che «era di buon umore» e, per festeggiare, danzò, fumò la pipa e bevve un'altra bottiglia di porter.
Sono tuttora ignote le cause dell'iperfagia di Domery, che risulta un caso eccezionale per quanto concerne l'intensità del disturbo. L'uomo può aver sofferto di ipertiroidismo, un disturbo del sistema endocrino che causa sudorazione, perdita di peso ed un estremo appetito; Bondeson (2006), tuttavia, ritiene che Domery abbia avuto un danneggiamento all'amigdala o al nucleo ventromediale: recando del danno a questi due elementi, infatti, si ottengono dei sintomi simili a quelli sofferti dall'uomo.
Le notizie di Domery, e degli altri prigionieri dell'Hoche, si perdono qui, non si sa se fecero mai ritorno in Francia o in Polonia o se morirono nelle celle di Liverpool. Gli echi del caso di Charles Domery si amplificarono nel 1852, quando l'iperfagia dell'uomo venne citata da Charles Dickens:

### Annotazioni
1. ↑  Non si conosce l'esatta data di nascita di Domery; tuttavia, si sa che aveva 21 anni nel febbraio del 1799. Per quanto riguarda la sua città natale, tutte le fonti riportano "Benche", nonostante nella realtà non esista una città con un nome simile: probabilmente si tratta di un refuso.
2. ↑  La descrizione della dieta di Domery, prima della cattura da parte degli inglesi, ci viene fornita solo dalle testimonianze della ciurma della Hoche: è impossibile, quindi, verificare la loro attendibilità. Ciononostante, le deposizioni dei marinai sono state comunque ritenute veritiere dai medici inglesi, alla luce del comportamento che ebbe Domery nel campo.

### Fonti
1. 1 2 3 4 5  Dickens 1852, p. 547.
2. 1 2 3  Wilson 1807, p. 26.
3. 1 2 3 4 5  Bondeson 2006, p. 303.
4. 1 2 3 4  Wilson 1807, p. 31.
5. ↑  Wilson 1807, p. 29.
6. 1 2  Wilson 1807, p. 32.
7. 1 2 3 4  Wilson 1807, p. 28.
8. 1 2  Wilson 1807, p. 30.
9. ↑  Bondeson 2004, p. 273.
10. 1 2 3 4  Nicholson 1818, § Bulimy.
11. 1 2 3  Wilson 1807, p. 27.
12. ↑  Bondeson 2006, p. 302.
13. ↑   Natural History, in The Annual Register, vol. 42, The Annual Register for the year 1800, Londra, J. Dodsley, 1801,  p. 365.
14. ↑  Bondeson 2006, p. 312.
15. ↑  Bondeson 2006, p. 313.